# لیو یانگ (فضانورد)
لیو یانگ (فضانورد) (به انگلیسی: Liu Yang (astronaut)) فضانورد اهل کشور چین است که در ۶ اکتبر ۱۹۷۸ میلادی در ژنگژو زاده شد. وی بعنوان اولین فضانورد زن در برنامه فضایی چین و در مأموریت شنژو ۹ حضور داشته است.